# Band Aid

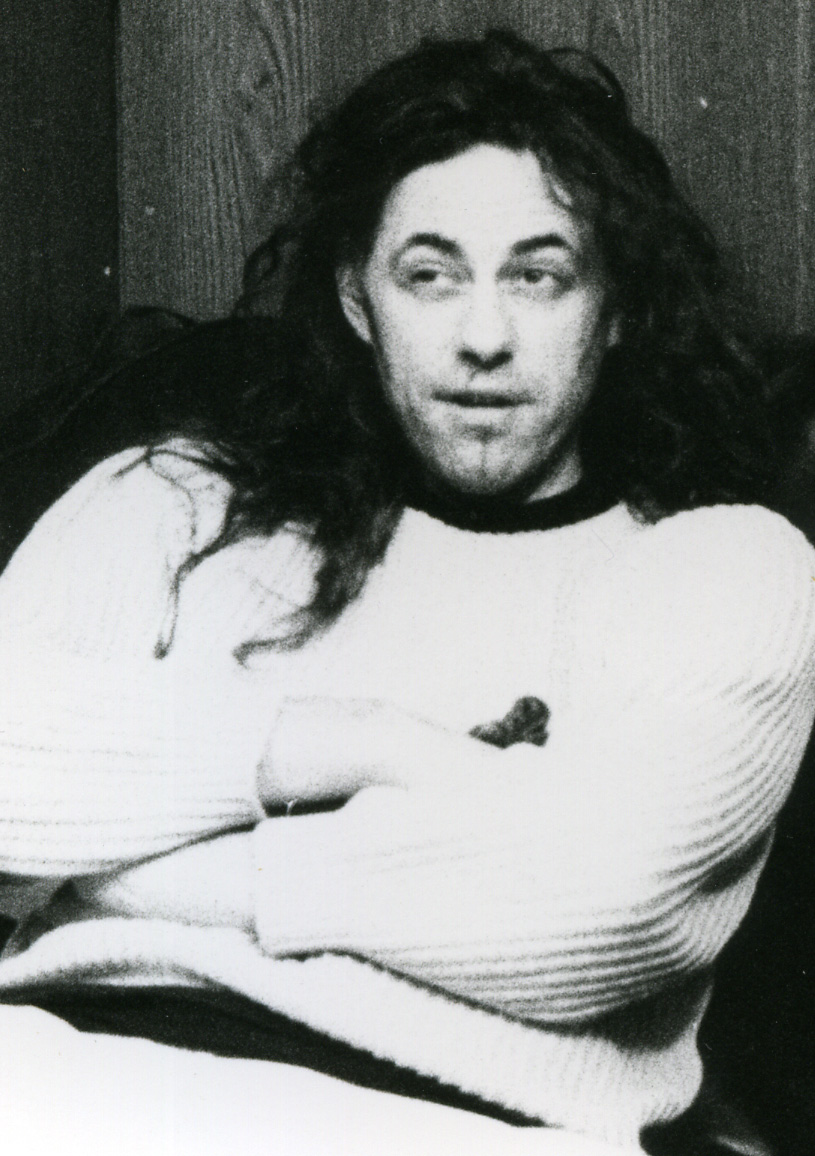
Bob Geldof em 1991

Band Aid foi uma banda surgida da união de músicos britânicos e irlandeses, organizada em 1984 por Bob Geldof e Midge Ure com o intuito de arrecadar fundos em prol dos famintos da Etiópia ao lançar o compacto "Do They Know It's Christmas?" na época do Natal. Produzido por Trevor Horn, o compacto logo figurou em primeiro lugar dentre os mais vendidos neste e nos dois lançamentos seguintes.
A fundação de caridade montada para arrecadar o dinheiro foi chamada de "Band Aid Trust". Este projeto acabaria resultando no concerto Live Aid no ano seguinte, que se transformaria em um fenômeno mundial, arrecadando dez vezes mais do que o lucro alcançado com o compacto.
O grupo foi reformulado em quatro ocasiões, sempre apresentando os mais famosos artistas britânicos e irlandeses de canção pop de sua época.

## As versões
O compacto original de "Do They Know It's Christmas?" foi gravado em um único dia, 25 de novembro de 1984 e lançado no Reino Unido em 15 de dezembro do referido ano.
Em 1989, uma nova formação foi reunida depois de outra onda de fome na Etiópia. A Band Aid II regravou "Do They Know It's Christmas?", e a canção foi novamente a primeira colocada nas paradas britânicas.
Em 2004, outra formação, chamada de Band Aid 20, gravou, mais uma vez, o compacto, desta vez para o aniversário de 20 anos do projeto. Apesar de regravar a mesma canção, foi decidido mudar um pouco o estilo musical. Mais uma vez foi um sucesso, alcançando o topo das paradas musicais em 5 de dezembro de 2004.
Em 2009, a banda Air Supply, composta basicamente pelo inglês Graham Russell e o australiano Russell Hitchcock, regravaram a música "Do They Know It's Christmas?".
A versão do Band Aid 30 foi gravada em 15 de novembro de 2014, visando à luta contra a epidemia do vírus Ebola na África Ocidental. A canção foi gravada no Sarm West Studios, em Notting Hill, em Londres, o mesmo estúdio usado para a trilha original.
Filmagens da gravação da sessão foram transmitidas ao vivo em um aplicativo oficial, com a metragem formando a base para o vídeo da música. O disco foi produzido por Paul Epworth, que já trabalhou com nomes como Adele e One Direction.

## Participantes

### Band Aid original
A Band Aid original consistia dos seguintes músicos (em ordem dos créditos da canção):
| - Adam Clayton (U2) - Phil Collins - Sir Bob Geldof (Boomtown Rats) - Steve Norman (Spandau Ballet) - Chris Cross (Ultravox) - John Taylor (Duran Duran) - Paul Young - Tony Hadley (Spandau Ballet) - Glen Gregory (Heaven 17) - Simon Le Bon (Duran Duran) - Simon Crowe (Boomtown Rats) - Marilyn (cantor inglês) - Keren Woodward (Bananarama) - Martin Kemp (Spandau Ballet) - Jody Watley (Shalamar) | - Bono (U2) - Paul Weller (The Style Council & The Jam) - James Taylor - George Michael (ex-integrante do Wham!) - Midge Ure (Ultravox) - Martyn Ware (Heaven 17) - John Keeble (Spandau Ballet) - Gary Kemp (Spandau Ballet) - Roger Taylor (Duran Duran) - Sarah Dallin (Bananarama) - Siobhan Fahey (Bananarama) - Pete Briquette (Boomtown Rats) - Francis Rossi (Status Quo) - Robert 'Kool' Bell (Kool & The Gang) - Dennis J. T. Thomas (Kool & The Gang) | - Andy Taylor (Duran Duran) - Jon Moss (Culture Club) - Sting (ex-integrante do The Police) - Rick Parfitt (Status Quo) - Nik Kershaw - Nick Rhodes (Duran Duran) - Johnny Fingers (Boomtown Rats) - David Bowie - Boy George (Culture Club) - Holly Johnson (Frankie Goes to Hollywood) - Paul McCartney (ex-Beatles) - Stuart Adamson (Big Country) - Bruce Watson (Big Country) - Tony Butler (Big Country) - Mark Brzezicki (Big Country) |

### Band Aid II
Em ordem alfabética:
| - Bananarama - Big Fun - Bros - Cathy Dennis - D Mob - Jason Donovan - Kevin Godley - Glen Goldsmith - Kylie Minogue | - The Pasadenas - Chris Rea - Cliff Richard - Jimmy Somerville - Sonia - Lisa Stansfield - Technotronic - Wet Wet Wet |

### Band Aid 20
| Organizadores e produtores: - Midge Ure – organizador - Nigel Godrich (Radiohead, Travis) e Bob Geldof – produtores - Damon Albarn (Blur; Gorillaz) Instrumentistas: - Danny Goffey (Supergrass) – (bateria) - Thom Yorke – (piano) e Jonny Greenwood – (guitarra) – (Radiohead) - Sir Paul McCartney – guitarra baixo - Francis Healy, Andy Dunlop & Dougie Payne (Travis) – baixo, guitarra - Justin Hawkins (The Darkness) – guitarra - Dan Hawkins (The Darkness) – guitarra - Charlie Simpson (Busted) – guitarra Vocais: - Bono (U2) - Daniel Bedingfield - Natasha Bedingfield - Vishal Das - Busted - Chris Martin (Coldplay) - Dido – cantou separadamente em um estúdio em Melbourne - Dizzee Rascal – o único artista que incluiu letras | - Ms Dynamite - Skye Edwards (Morcheeba) - Estelle - Neil Hannon (The Divine Comedy) - Justin Hawkins (The Darkness) - Jamelia - Tom Chaplin (Keane) - Tim Rice-Oxley (Keane) - Beverley Knight - Lemar - Shaznay Lewis (ex-integrante das All Saints) - Katie Melua - Róisín Murphy (Moloko) - Feeder - Snow Patrol - Rachel Stevens - Joss Stone - Sugababes - The Thrills - Turin Brakes - Robbie Williams – cantou separadamente em um estúdio em Los Angeles - Will Young - Francis Healy (Travis) |

### Band Aid 30
A formação do Band Aid 30:
Organizadores e produtores:
- Bob Geldof – organizador
- Midge Ure – organizador
- Paul Epworth – produtor

Instrumentistas:
- Roger Taylor (do Queen) – bateria, teclados
- Milan Neil Amin-Smith (do Clean Bandit) – violino
- Grace Chatto (do Clean Bandit) – violoncelo

Vocais:
| - Bono (do U2) - Clean Bandit - Disclosure - Paloma Faith - Guy Garvey (do Elbow) - Ellie Goulding - Angélique Kidjo - Chris Martin (do Coldplay) | - Olly Murs - Sinéad O'Connor - One Direction - Rita Ora - Emeli Sandé - Seal - Ed Sheeran - Dan Smith (do Bastille) | - Sam Smith - Underworld - Jessie Ware - Alfie Deyes - Joe Sugg |

Remixes:
- Underworld

## Quem canta o quê em cada versão
| Letra                                                                                    | Versão de 1984                                   | Versão de 1989                                   | Versão de 2004                       |
| ---------------------------------------------------------------------------------------- | ------------------------------------------------ | ------------------------------------------------ | ------------------------------------ |
| It's Christmas time and there's no need to be afraid                                     | Paul Young                                       | Kylie Minogue                                    | Chris Martin                         |
| At Christmas time we let in light and we banish shade                                    | Paul Young                                       | Chris Rea                                        | Chris Martin                         |
| And in our world of plenty we can spread a smile of joy                                  | Boy George                                       | Jimmy Somerville                                 | Dido                                 |
| Throw your arms around the world at Christmas time                                       | Boy George                                       | Matt Goss                                        | Dido                                 |
| But say a prayer; Pray for the other ones                                                | George Michael                                   | Cliff Richard                                    | Robbie Williams                      |
| At Christmas time it's hard, but when you're having fun                                  | Simon Le Bon                                     | Jimmy Somerville/Matt Goss                       | Robbie Williams                      |
| There's a world outside your window and it's a world of dread and fear                   | Simon Le Bon/Sting/Tony Hadley                   | Marti Pellow/Jason Donovan                       | Sugababes                            |
| Where the only water flowing is the bitter sting of tears                                | Sting/Bono                                       | Jason/Kylie                                      | Fran Healy & Sugababes               |
| And the Christmas bells that ring there are the clanging chimes of doom                  | Bono/Sting/Simon Le Bon                          | Cliff Richard/Marti Pellow                       | Fran Healy & Justin Hawkins          |
| Well tonight thank God it's them instead of you                                          | Bono                                             | Jason Donovan/Matt Goss                          | Bono                                 |
| And there won't be snow in África this Christmas time                                    | Boy George/Paul Weller                           | Marti Pellow                                     | Will Young & Jamelia                 |
| The greatest gift they'll get this year is life                                          | Bono/George Michael/Boy George                   | Sonia                                            | Will Young & Jamelia                 |
| Where nothing ever grows                                                                 | Paul Young                                       | Lisa Stansfield                                  | Ms Dynamite & Beverley Knight        |
| No rain nor rivers flow                                                                  | Glenn Gregory                                    | Lisa Stansfield                                  | Ms Dynamite & Beverley Knight        |
| Do they know it's Christmas time at all?                                                 | Todos                                            | Sonia/Lisa Stansfield                            | Group of 10 & Joss Stone             |
| Here's to you                                                                            | Marilyn/Glenn Gregory/Rick Parfitt/Francis Rossi | Kylie                                            | Tom Chaplin                          |
| Raise a glass for everyone                                                               | Paul Young                                       | Kylie                                            | Justin Hawkins                       |
| Spare a thought this yuletide for the deprived If the table was turned would you survive | Versos de 2004, não presentes na versão original | Versos de 2004, não presentes na versão original | Dizzee Rascal                        |
| Here's to them                                                                           | Marilyn/Glenn/Rick/Francis                       | Matt Goss                                        | Busted                               |
| Underneath that burning sun                                                              | Paul Young                                       | Matt Goss                                        | Justin Hawkins                       |
| You ain't gotta feel guilt just selfless Give a little help to the helpless              | Versos de 2004, não presentes na versão original | Versos de 2004, não presentes na versão original | Dizzee Rascal                        |
| Do they know it's Christmas time at all?                                                 | Paul Young                                       | Cliff Richard                                    | Joss Stone & Justin Hawkins          |
| Feed the World (2x)                                                                      | Todos                                            | Todos                                            | Tom Chaplin, Chris Martin, Sugababes |
| Feed the World, Let them know it's Christmas time again (2x)                             | Todos                                            | Todos                                            | Todos                                |

## Músicos
1984
- John Taylor (Duran Duran) - baixo
- Phil Collins (Genesis) - bateria
- Midge Ure (Ultravox) - teclado
- Gary Kemp (Spandau Ballet) - guitarra
- Roland Orzabal (Tears for Fears) - guitarra

1989
- Mike Stock - teclado
- Matt Aitken - teclado e guitarra
- Chris Rea - guitarra
- Luke Goss (Bros) - bateria

2004
- Sir Paul McCartney - baixo
- Danny Goffey (Supergrass) - bateria
- Thom Yorke (Radiohead)  - piano
- Jonny Greenwood (Radiohead)  - guitarra
- Fran Healy (Travis) - guitarra rítmica
- Justin Hawkins (The Darkness) - guitarra
- Dan Hawkins (The Darkness)  - guitarra
- Charlie Simpson (Busted) - guitarra rítimica

2014
- Roger Taylor (do Queen) – bateria, teclados
- Milan Neil Amin-Smith (do Clean Bandit) – violino
- Grace Chatto (do Clean Bandit) – violoncelo

## Projetos irmãos
O Band Aid inspirou outras gravações ao redor do mundo, incluindo "We Are The World, pelo USA for Africa nos Estados Unidos, "Nackt in Wind" pela Band für Afrika na Alemanha, "Northern Lights" no Canadá, e "Nordeste Já" no Brasil, entre outros.

## Críticas
Em 1986, a banda anarquista Chumbawamba lançou o álbum Pictures of Starving Children Sell Records (Fotos de Crianças Famintas Vendem Discos), assim como um EP chamado "We Are the World", gravado em tom de gozação juntamente com a banda americana A State of Mind, ambos servindo como críticas anticapitalistas ao fenômeno Band Aid/Live Aid. Eles alegaram que a gravação original só serviu como um pretexto para desviar a atenção das causas políticas da fome no mundo.

## Na mídia
Os esforços da Band Aid foram parodiados pelo desenho animado Os Simpsons no episódio Radio Bart, onde celebridades da cidade fictícia de Springfield gravam uma canção chamada "We're Sending Our Love Down the Well".

## Sobre as letras do Band Aid 30
Ao contrário do Band Aid II e Band Aid 20, onde as letras eram quase idênticas ao original, a letra de "Do They Know It's Christmas?" para o Band Aid 30 foram alteradas para responder à situação corrente na África Ocidental, com a epidemia de Ebola em curso. As alterações incluem:
- "Where the only water flowing is the bitter sting of tears" ("Onde a única água que flui é o ferrão amargo de lágrimas") substituído por "Where a kiss of love can kill you and there's death in every tear" ("Onde um beijo de amor pode matá-lo e há morte em toda lágrima")
- "Well tonight thank God it's them instead of you" ("Bem, esta noite, graças a Deus, é deles em vez de você") substituído por "Well tonight we're reaching out and touching you" ("Bem, esta noite estamos estendendo a mão e tocando você")